# Canadá nos Jogos Olímpicos de Inverno da Juventude de 2012
O Canadá participou dos Jogos Olímpicos de Inverno da Juventude de 2012, realizados em Innsbruck, na Áustria. A delegação nacional contou com um total de cinquenta e dois atletas, que disputaram doze distintas modalidades.
Conquistou um total de 9 medalhas, sendo 2 de ouro, e terminou em 15º lugar no quadro de medalhas geral.

## Medalhas conquistadas
| Medalha | Nome                                                 | Esporte            | Evento                | Data   |
| ------- | ---------------------------------------------------- | ------------------ | --------------------- | ------ |
| Ouro    | Michael Ciccarelli                                   | Snowboard          | slopestilo masculino  | 19 Jan |
| Ouro    | Audrey McManiman                                     | Snowboard          | slopestilo feminino   | 19 Jan |
| Prata   | Roni Remme                                           | Esqui alpino       | Slalom feminino       | 20 Jan |
| Bronze  | Thomas Scoffin Corryn Brown Derek Oryniak Emily Gray | Curling            | time misto            | 18 Jan |
| Bronze  | Matt Herauf                                          | Esqui estilo livre | Esqui cross masculino | 21 Jan |
| Bronze  | Canadá                                               | Hóquei no gelo     | Torneio masculino     | 21 Jan |
| Bronze  | Corey Gillies                                        | Skeleton           | Skeleton masculino    | 21 Jan |
| Bronze  | Carli Brockway                                       | Skeleton           | Skeleton feminino     | 21 Jan |
| Bronze  | Taylor Henrich Nathaniel Mah Dusty Korek             | Salto de esqui     | Time misto            | 21 Jan |

## Desempenho

### Biatlo
Masculino
| Atleta        | Evento     | Final   | Final       | Final   |
| Atleta        | Evento     | Tempo   | Penalidades | Posição |
| ------------- | ---------- | ------- | ----------- | ------- |
| Stuart Harden | Velocidade | 19:51.3 | 0 (0+0)     | 4º      |
| Aidan Millar  | Velocidade | 23:23.1 | 7 (4+3)     | 43º     |